# Фащевка (Шкловский район)

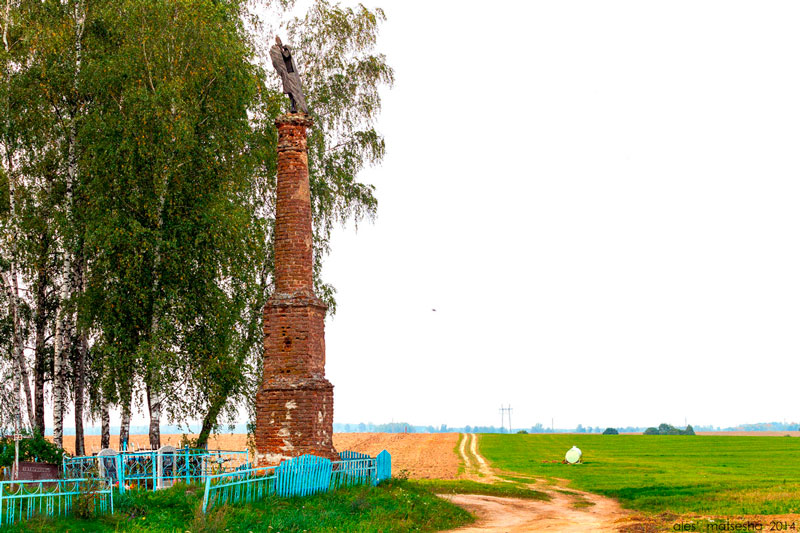
Мемориальная колонна

Фащевка (бел. Фашчаўка) — агрогородок в Шкловском районе Могилёвской области Беларуси. Административный центр Фащевского сельсовета. Первоначально деревня называлась Черница, а название Фащевка или Хващевка начало преобладать во второй половине XVII в.

## История
- 1604 — деревня Черница впервые упоминается над ручьем Черница в Плещицком войтовстве Могилёвской экономии[2]
- 1612 — деревни Черница (позднее Фащевка), Княжичка (позднее Княжицы), Кривель, Чемоданы (позднее Старые Чемоданы), Челна (позднее Саськовка) выделены из королевских владений и переданы в собственность Оршанского коллегиума иезуитов[3].
- 1737-1754 — иезуиты построили в Фащевке огромный каменный костёл[4].
- 1772 — в результате первого раздела Речи Посполитой Фащевка вошла в состав Российской империи.
- 1960-е — властями БССР был взорван Фащевский костёл.

В 1783 г. в Фащевке имелась водяная мельница на реке Черничка.

## Культура
- Дом культуры
- Музей истории ГУО "Фащевская средняя школа Шкловского района"

## События и мероприятия
- 2022 год — районный фестиваль "Дажынкi"

## Достопримечательности
- Мемориальная колонна (памятник святому Симплициану) .

### Утраченное наследие
- Костел Посещения Персв. Девой Марией Св. Елизаветы (1754 г.)